# Send in the Clowns
Send in the Clowns ([Che] Entrino i Pagliacci) è una canzone di Stephen Sondheim del musical del 1973 A Little Night Music, adattamento musical del film di Ingmar Bergman Sorrisi di una notte d'estate. È una ballata del secondo atto, nella quale il personaggio di Desirée riflette sull'ironia della propria vita. Tra le tante cose, Desirée pensa alla relazione avuta molti anni prima con il giovane avvocato Fredrik, ora sposato con una donna molto più giovane di lui. Visto che il matrimonio non è mai stato consumato, Desirée propone a Fredrik di sposare lei, memore dell'antica relazione; l'uomo, però, rifiuta, essendo innamorato della moglie. Sentendo questo rifiuto, Desirée, abbattuta, canta Send in the Clowns. La canzone viene ripresa verso la fine del musical, quando Fredrik accetta la proposta di matrimonio di Desirée, visto che la moglie è scappata con suo figlio.
Sondheim scrisse la canzone appositamente per Glynis Johns, la prima Desirée a Broadway; il brano è strutturato in strofe di quattro versi, cioè delle quartine, collegate tra loro con un ritornello. È diventata la canzone più popolare di Stephen Sondheim dopo che Frank Sinatra la incise nel 1973 e Judy Collins la cantò nel 1975 e 1977. In seguito Sarah Vaughan, Judi Dench, Grace Jones, Barbra Streisand, Shirley Bassey, Zarah Leander e molti altri celebri artisti hanno inciso la canzone, che è diventata un Jazz standard.

## Significato del titolo
I Clowns nel titolo non si riferiscono ai pagliacci del circo, ma è un riferimento teatrale, come Sondheim ha spiegato in un'intervista del 1990.

## Contesto
In un'intervista con Alan Titchmarsh, Judi Dench, storica interprete di Desirée a Londra, ha commentato il contesto della canzone nel musical. Lo spettacolo è “una commedia nera su persone che, all'inizio, stanno con i partner sbagliati e si spera che alla fine stiano con quelli giusti, mentre lei (Desirée) spreca la sua vita e si rende conto solo alla fine di amare un uomo con cui era stata e da cui ha avuto un figlio (anche se lui non lo sa), che è l'unico uomo che lei vuole e che è adatto per lei” .
Qualche anno prima dell'inizio della storia, Desirée era una giovane e bellissima attrice, appassionata di teatro e di uomini. Viveva la propria vita come un personaggio da melodramma, passando da uomo a uomo. Tra i tanti amanti vi era anche Fredrik, veramente innamorato di Desirée, ma, quando le propone di diventare sua moglie, la donna declina l'offerta. Si lascia anche intendere che Desirée fosse incinta di Fredrik.
Pochi mesi prima dell'inizio dei fatti narrati nel musical, Fredrik sposa una diciottenne molto più giovane di lui. Nel primo atto, Fredrik incontra nuovamente Desirée dopo anni e conosce la figlia che ha avuto (a sua insaputa) dalla donna, una bella adolescente chiamata Fredrika. Fredrik spiega a Desirée di essere sposato con una giovane vergine di cui è profondamente innamorato, ma che rifiuta di andare a letto con lui. Desirée, allora, seduce il vecchio amante e i due fanno l'amore.
Il secondo atto comincia due giorni dopo, e Desirée si accorge di essere veramente innamorata di lui; la donna si dichiara a Fredrik e gli chiede di sposarla. Ma Fredrik rifiuta, sostenendo di essere innamorato della sua giovane moglie, e si scusa per aver fatto credere il contrario a Desirée. Mentre Fredrik passeggia nervosamente per la stanza, Desirée, seduta sul letto, canta i suoi sentimenti nella canzone Send in the Clowns. Tuttavia, dopo non molto, il figlio di Fredrik scappa con la giovane matrigna e l'uomo accetta la proposta di matrimonio di Desirée.

## Il successo
Nel 1973 il musical debuttò a Broadway e la canzone ottenne ben presto un discreto successo tra il pubblico, senza però diventare un vero e proprio successo.
Nel 1975 Judy Collins incide la canzone nel suo album Judith e la rilascia anche come singolo, rendendola un successo. Nel 1976 la canzone vince il Grammy Award alla canzone dell'anno. In seguito, la canzone è stata cantata anche da Frank Sinatra, Kenny Rogers, Lou Rawls e molti altri.
Nel 1985, Sondheim modifica i versi della canzone per Barbra Streisand, che la incide nel suo album The Broadway Album, e la esegue spesso nei suoi concerti.
Con le esibizioni di Count Basie, Sarah Vaughan e Stan Kenton Orchestra, la canzone diventa un vero e proprio Jazz standard.

## Interpreti
La canzone è stata cantata e incisa (in forma strumentale o cantata) da più di novecento artisti . Tra loro si ricordano:
- Karen Akers
- Lorez Alexandria
- Chris Anderson
- Ernestine Anderson
- Julie Andrews
- John Arpin
- Maria Arredondo
- Michael Ball
- Barbara Barrie
- Count Basie
- Shirley Bassey
- Acker Bilk
- Cheryl Bentyne
- Robert Bonfiglio
- Susan Boyle
- Teresa Brewer
- Blair Brown
- Brotherhood of Man
- Michela Resi
- Betty Buckley
- Roy Budd
- Ann Burton
- Canadian Brass (strumentale)
- Ann Hampton Callaway
- Liz Callaway
- José Carreras
- Barbara Carroll
- Dixie Carter
- Oscar Castro-Neve
- Dori Caymmi
- Ann Christy
- Rosemary Clooney
- Glenn Close
- Shannon Cochran
- Dorothy Collins
- Judy Collins
- Perry Como
- Ray Conniff
- Barbara Cook
- Gemma Craven
- Peter Criss
- Bing Crosby
- Janie Dee
- Judi Dench
- Vic Damone
- Anita Dobson
- Plácido Domingo
- Christine Ebersole
- Taina Elg
- Melissa Errico
- Percy Faith (strumentale)
- Ferrante & Teicher
- Bryan Ferry
- Manfredo Fest (strumentale)
- Maureen Forrester
- Penny Fuller
- Josefina Gabrielle
- James Galway (strumentale)
- Eva Gabor
- Stan Getz (strumentale)
- Benny Goodman (strumentale)
- Eydie Gormé
- Ted Greene (strumentale)
- Haydn Gwynne
- Lani Hall
- Roland Hanna (strumentale)
- Hagood Hardy (strumentale)
- Johnny Hartman (strumentale)
- Richard Hayman (strumentale)
- Kathryn Hays
- Ruthie Henshall
- Dee Hoty
- Sally Ann Howes
- Los Indios Tabajaras (strumentale)
- Amy Irving
- Judith Ivey
- Milt Jackson (strumentale)
- Glynis Johns
- Grace Jones
- Tom Jones
- Howard Keel
- Stan Kenton (strumentale)
- André Kostelanetz (strumentale)
- Mark Kozelek
- Krusty il Clown (Dan Castellaneta ne I Simpson)
- Patti LaBelle
- Cleo Laine
- Frankie Laine
- Angela Lansbury
- Zarah Leander (in tedesco: Wo sind die clowns ?)
- Evelyn Lear
- Liberace
- Patti LuPone
- Anni-Frid Lyngstad (in svedese: Var är min clown)
- Marin Mazzie
- Audra McDonald
- Donna McKechnie
- Julia McKenzie
- Sylvia McNair
- Carmen McRae
- Alma Manera
- Barry Manilow
- Millicent Martin
- Pat Martino (strumentale)
- Johnny Mathis
- Mabel Mercer
- Matthew Morrison
- Van Morrison con Chet Baker
- Olivia Newton-John
- Christiane Noll
- Elaine Paige
- Emile Pandolfi
- Mandy Patinkin
- Simona Patitucci (in italiano:Non credere a un clown)
- Frank Patterson
- Mary Beth Peil
- Vicky Peña
- Bernadette Peters
- Jill Perryman
- Siân Phillips
- Paul Potts
- Marina Prior
- Lou Rawls
- Eric Reed (strumentale)
- Dianne Reeves
- Natasha Richardson
- Stan Ridgway
- André Rieu (strumentale)
- Kenny Rogers
- Renato Russo
- Lea Salonga
- Helen Schneider
- George Shearing (strumentale)
- Greta Scacchi
- Kristin Scott Thomas
- Bobby Short
- Jean Simmons
- Zoot Sims (strumentale)
- Frank Sinatra
- Emily Skinner
- Stephen Sondheim e Andrew Lloyd Webber (strumentale)
- Terell Stafford (strumentale)
- Juliet Stevenson
- Barbra Streisand
- Elaine Stritch
- The Swingle Singers
- Elizabeth Taylor
- Bryn Terfel
- Dorothy Tutin
- Tiger Lillies
- Mel Tormé (strumentale)
- Leslie Uggams
- Joan Van Ark
- Sarah Vaughan
- Frederica von Stade
- Hannah Waddingham
- Barbara Walsh
- Marti Webb
- Roger Whittaker
- John Williams (strumentale)
- Lambert Wilson
- Julie Wilson
- Edward Woodward
- Gheorghe Zamfir (strumentale)
- Catherine Zeta-Jones
- Karen Ziemba
- Freddie Mercury (strumentale, nastro privato)
- Madonna (live)